# Eleição municipal de Maceió em 2020
A eleição municipal da cidade de Maceió em 2020 ocorreu nos dias 15 (primeiro turno) e 29 de novembro (segundo turno), e elegeu João Henrique Caldas, do Partido Socialista Brasileiro (PSB), e Ronaldo Lessa, do Partido Democrático Trabalhista (PDT), para prefeito e vice-prefeito, respectivamente, no segundo turno. Também foram eleitos 21 vereadores responsáveis pela administração da cidade, que se iniciará em 1° de janeiro de 2021 e com término em 31 de dezembro de 2024. O prefeito titular é Rui Palmeira, do Partido da Social Democracia Brasileira (PSDB), que, por estar exercendo seu segundo mandato de forma consecutiva, não pôde concorrer à reeleição.
Originalmente, as eleições ocorreriam em 4 de outubro (primeiro turno) e 25 de outubro (segundo turno) (para cidades acima de 200 mil habitantes), porém, com o agravamento da pandemia do novo coronavírus (SARS-CoV-2), causador da Covid-19, as datas foram modificadas com a promulgação da Emenda Constitucional nº 107/2020.

## Contexto político e pandemia
As eleições municipais de 2020 foram marcadas, antes mesmo de iniciada a campanha oficial, pela pandemia de COVID-19 no Brasil, o que fez com que os partidos remodelassem suas estratégias de pré-campanha. O Tribunal Superior Eleitoral (TSE) autorizou os partidos a realizarem as convenções para escolha de candidatos aos escrutínios por meio de plataformas digitais de transmissão, para evitar aglomerações que poderiam proliferar o coronavírus. Alguns partidos recorreram a mídias digitais para lançar suas pré-candidaturas. Além disso, a partir deste pleito, foi colocada em prática a Emenda Constitucional 97/2017, que proíbe a celebração de coligações partidárias para as eleições legislativas.

## Convenções partidárias
A escolha dos candidatos à Prefeitura de Maceió é oficializada durante as convenções partidárias, que ocorreram excepcionalmente neste pleito entre 31 de agosto a 16 de setembro, período definido pela Emenda Constitucional nº 107 de 2020. Válido para todos os partidos políticos, o prazo garante a isonomia entre as legendas e é o momento em que os partidos escolhem quais filiados podem pedir o registro de candidatura e se disputarão a eleição coligados com outras legendas.

## Candidatos[5]
Aqui estão colocados os candidatos da eleição, conforme definição de cada partido, em convenção partidária em formato presencial ou virtual, e do Tribunal Regional Eleitoral do Ceará (TRE-AL).
| Nº | Candidato(a) a prefeito(a) (em ordem por número de partido) | Partido  | Candidato(a) a vice-prefeito(a) | Coligação                                                                                      |
| -- | ----------------------------------------------------------- | -------- | ------------------------------- | ---------------------------------------------------------------------------------------------- |
| 11 | Davi Davino Filho                                           | PP       | Emmanuel Fortes (PSL)           | "Força e Coração pra Mudar Maceió" - PP - PSL - Republicanos - Solidariedade - DEM - Cidadania |
| 13 | Ricardo Barbosa                                             | PT       | Élida Miranda (PT)              | Sem coligação                                                                                  |
| 15 | Alfredo Gaspar de Mendonça                                  | MDB      | Tácio Melo (PODE)               | "Maceió Mais Forte" - MDB - PODE - PL - Avante - PRTB - PSC - PTC - PV - PSD                   |
| 27 | Cícero Almeida                                              | DC       | Aninha (PTB)                    | "Quem Fez Fará Muito Mais" - DC - PTB                                                          |
| 33 | Corintho Campelo                                            | PMN      | Sampaio (PMN)                   | Sem coligação                                                                                  |
| 40 | JHC                                                         | PSB      | Ronaldo Lessa (PDT)             | "Aliança com o Povo" - PSB - PDT - PSDB                                                        |
| 50 | Valéria Correia                                             | PSOL     | Igor Silva (PSOL)               | "Uma Alternativa Popular para Maceió" - PSOL - PCB                                             |
| 51 | Josan Leite                                                 | Patriota | Inês Falcão (Patriota)          | Sem coligação                                                                                  |
| 65 | Cícero Filho                                                | PCdoB    | Maria Yvone (PCdoB)             | Sem coligação                                                                                  |
| 80 | Lenilda Luna                                                | UP       | Vânia Gomes (UP)                | Sem coligação                                                                                  |

## Resultados

### Prefeitura
Fonte: TSE
| Candidato(a)                     | Vice                   | 1º turno 15 de novembro de 2020 | 1º turno 15 de novembro de 2020 | 2º turno 29 de novembro de 2020 | 2º turno 29 de novembro de 2020 |
| Candidato(a)                     | Vice                   | Votos                           | Porcentagem                     | Votos                           | Porcentagem                     |
| -------------------------------- | ---------------------- | ------------------------------- | ------------------------------- | ------------------------------- | ------------------------------- |
| João Henrique Caldas (PSB)       | Ronaldo Lessa (PDT)    | 109.053                         | 28,56%                          | 222.147                         | 58,64%                          |
| Alfredo Gaspar de Mendonça (MDB) | Tácio Melo (PODE)      | 110.234                         | 28,87%                          | 156.704                         | 41,36%                          |
| Davi Filho (PP)                  | Emmanuel Fortes (PSL)  | 97.409                          | 25.51%                          | Não participaram                | Não participaram                |
| Josan Leite (Patriota)           | Inês Falcão (Patriota) | 23.925                          | 6,27%                           | Não participaram                | Não participaram                |
| Valéria Correia (PSOL)           | Igor Gomes (PSOL)      | 13.568                          | 3,55%                           | Não participaram                | Não participaram                |
| Cícero Almeida (DC)              | Ana Cláudia (PTB)      | 9.905                           | 2,59%                           | Não participaram                | Não participaram                |
| Ricardo Barbosa (PT)             | Élida Miranda (PT)     | 8.905                           | 2,33%                           | Não participaram                | Não participaram                |
| Lenilda Luna (UP)                | Vânia Gomes (UP)       | 4.875                           | 1,28%                           | Não participaram                | Não participaram                |
| Cícero Filho (PCdoB)             | Maria Yvone (PCdoB)    | 3.427                           | 0,90%                           | Não participaram                | Não participaram                |
| Corintho Campelo (PMN)           | Roberto Torres (PMN)   | 507                             | 0,13%                           | Não participaram                | Não participaram                |
| Total de votos válidos           | Total de votos válidos | 381.808                         | 100%                            | 378.851                         | 100%                            |
| → Votos válidos                  | → Votos válidos        | 381.808                         | 85,98%                          | 378.851                         | 88,59%                          |
| → Votos brancos                  | → Votos brancos        | 21.001                          | 4,73%                           | 12.706                          | 2,97%                           |
| → Votos nulos                    | → Votos nulos          | 41.261                          | 9,29%                           | 36.092                          | 8,44%                           |
| Total de votos                   | Total de votos         | 444.070                         | 100%                            | 427.649                         | 100%                            |

| Partido | Partido  | Candidato | Votos   | Votos (%) |
| ------- | -------- | --------- | ------- | --------- |
|         | MDB      | Gaspar    | 110 234 | 28,87%    |
|         | PSB      | JHC       | 109 053 | 28,56%    |
|         | PP       | Davi      | 97 409  | 25,51%    |
|         | Patriota | Josan     | 23 925  | 6,27%     |
|         | PSOL     | Valeria   | 13 568  | 3,55%     |
|         | DC       | Cícero A. | 9 905   | 2,59%     |
|         | PT       | Ricardo   | 8 905   | 2,33%     |
|         | UP       | Lenilda   | 4 875   | 1,28%     |
|         | PCdoB    | Cicero F. | 3 427   | 0,9%      |
|         | PMN      | Corintho  | 507     | 0,13%     |
| Totais  | Totais   | Totais    | 381 808 |           |

| Partido | Partido | Candidato | Votos   | Votos (%) |
| ------- | ------- | --------- | ------- | --------- |
|         | PSB     | JHC       | 222 147 | 58,64%    |
|         | MDB     | Gaspar    | 156 704 | 41,36%    |
| Totais  | Totais  | Totais    | 378 851 |           |

### Vereadores eleitos
| Candidato(a)         | Partido | Votos  | Porcentagem |
| -------------------- | ------- | ------ | ----------- |
| Delegado Fábio Costa | PSB     | 12.038 | 3,06%       |
| Luciano Marinho      | MDB     | 8.712  | 2,21%       |
| Kelmann              | PODE    | 8.522  | 2,16%       |
| Chico Filho          | MDB     | 7.606  | 1,93%       |
| Gaby Ronalsa         | DEM     | 7.549  | 1,92%       |
| Francisco Sales      | PSB     | 6.482  | 1,65%       |
| Fernando Hollanda    | MDB     | 6.343  | 1,61%       |
| Davi Davino          | PP      | 6.300  | 1,60%       |
| Galba Novaes         | MDB     | 6.111  | 1,55%       |
| Aldo Loureiro        | PP      | 5.741  | 1,46%       |
| Marcelo Palmeira     | PSC     | 5.184  | 1,32%       |
| Oliveira Lima        | REP.    | 5.152  | 1,31%       |
| Zé Marcio Filho      | PSD     | 5.073  | 1,29%       |
| Brivaldo Marques     | PSC     | 4.890  | 1,24%       |
| Siderlane Mendonça   | PSB     | 4.809  | 1,22%       |
| Eduardo Canuto       | PODE    | 4.687  | 1,19%       |
| Teca Nelma           | PSDB    | 4.578  | 1,16%       |
| Olívia Tenório       | MDB     | 4.562  | 1,16%       |
| Silvânia Barbosa     | PRTB    | 4.541  | 1,15%       |
| Cal Moreira          | PSC     | 4.111  | 1,04%       |
| Leornado Dias        | PSD     | 3.777  | 0,96%       |
| João Catunda         | PSD     | 3.768  | 0,96%       |
| Joãozinho            | PODE    | 3.642  | 0,92%       |
| Samyr Malta          | PTC     | 3.005  | 0,76%       |
| Dr. Valmir           | PT      | 1.691  | 0,43%       |

|                 | Votos   | Porcentagem |
| --------------- | ------- | ----------- |
| → Votos válidos | 390.180 | 87,86%      |
| → Votos brancos | 20.121  | 4,53%       |
| → Votos nulos   | 29.977  | 6,75%       |
| Total de votos  | 444.070 | 100%        |